# Mac App Store
Mac App Store是苹果公司开发的macOS应用程式數位发布平台。该平台于2010年10月20日在苹果的“Back to the Mac”大会中宣布。苹果自2010年11月3日起开始接受已注册开发者提交的应用。
2011年1月6日，Mac App Store作为Mac OS X 10.6.6免费更新的一部分发布给所有Snow Leopard用户。在上线24小时后，苹果宣布Mac App Store中的应用程式下载量已超过一百万次。

## 苹果公司使用情况
自Mac App Store发布以来，苹果公司逐渐开始使用其作为发布自家软件产品的主要方式。这一形势在2011年发布OS X Lion时变得更为凸出。Lion是第一个不經由Apple Store销售盒装DVD这种传统方式发布的OS X版本。在Lion发布之后，苹果又提供了操作系统USB快閃磁碟機等分发方式。
Dashboard widget資料库和Safari擴充資料库仍然以線上网页形式存在，没有受到影响。内容可以追溯到1998年之前的技术支援下载页也被保留，主要提供较早及目前的操作系统和软件的安全更新。

## 指引
类似于iOS App Store，Mac App Store由苹果监管。 透过Mac App Store销售的应用程式在上架之前必须通过苹果的审核。从2012年6月1日起，所有新提交到App Store的程序必须使用沙盒，否则不能上架。此举旨在提高Mac的安全性，但也限制了一些應用程式的重要功能。

### 苹果禁止上架的应用程式种类
- 改变原生使用者界面元素或行为的软件；
- 不使用沙盒的應用程式。
- 不符合苹果Mac OS X人机界面指南（英语：Human interface guidelines）的软件；
- 与目前苹果产品（例如Mac App Store、Finder、iTunes、iChat等）界面或功能相似的软件；
- 包含或显示色情内容的软件；
- 本身是或安装共享组件的软件；
- 提供会过期的内容或服务的软件；
- 無法在目前版本的Mac OS執行的软件；
- 测试版、试用版及演示版软件；
- 包含商标而又未取得授权使用的软件；
- 仅使用GPL协议授权的软件（原因是Mac App Store服务条款的附加限制与GPL不相容） ；[8][9]
- 使用过时或可选装技术的软件。例如：
  - Java
  - 需要Rosetta執行的PowerPC代码

## 仿冒应用程序
在独立游戏开发商Wolfire Games将其游戏Lugaru HD以9.99美元的价格发布到Mac App Store后不久，开发商就注意到有一个仿冒他们的游戏以0.99美元的价格上架销售。开发商于2011年1月31日与苹果联系，2月10日，仿冒的游戏从Mac App Store中移除。
许多新闻网站认为，对已有应用程序的仿冒版本不应该能通过苹果的审核流程，且苹果对于开发者举报仿冒的反应时间很难接受。

## 影响
Mac App Store携超过1000个程序上线，包括iWork、iLife、Aperture和移植自iOS的第三方应用程序Angry Birds、Flight Control和Twitter。最常见的定价在20到50美元区间内。 在iOS App Store受欢迎的游戏Angry Birds的Mac版本是Mac App Store上线首日排名第一的付费应用程序。

## 支付方式
与iTunes Store、iOS App Store、iBookstore相同，用户在Mac App Store购买App时，商店会从其Apple ID绑定的支付方式中扣款。不同地区商店支持的支付方式可能包括Visa、万事达、美国运通、Discover信用卡、PayPal、礼品卡等。在中國大陸，可以使用微信支付或支付寶等中國大陸常用等支付方式支付，但需要事先於中國大陸的Apple ID上綁定這些支付方式才能使用。不同地区的App Store使用的货币种类不同，主要包括美元和欧元。